# Jadwiga Brzowska
Jadwiga Wawrzyna Brzowska (także Brzowska-Méjan, ur. 25 lutego 1830 w Warszawie, zm. po 1893) – polska pianistka i kompozytorka, córka kompozytora Józefa Brzowskiego (1805–1888), występowała pod pseudonimem Jadwiga Jagiełło.  
Urodziła się jako nieślubne dziecko Brzowskiego i  Anny Elżbiety Dückert z domu Ketschon (ok. 1795–1843), została ochrzczona już po ślubie rodziców, 30 października 1835 roku. Uczyła się gry na fortepianie pod opieką ojca, potem studiowała kompozycję także u swego wuja Karola Kurpińskiego. Debiutowała w Warszawie w styczniu 1840 roku w wieku niespełna 10 lat z utworami Chopina oraz transkrypcjami fortepianowymi utworów Rossiniego, Belliniego, Donizettiego i Meyerbeera, a następnie występowała w wielu miastach. W roku 1843 wystąpiła na Uniwersytecie Wrocławskim z recitalem utworów Ferenca Liszta i Sigismunda Thalberga. Podczas pobytu w Lipsku była uczennicą Ignaza Moschelesa.  
W latach pięćdziesiątych występowała w Niemczech, Belgii i Anglii. W roku 1851 wystąpiła w Berlinie wraz z Antonim Kątskim wykonując także jego kompozycję. W roku 1855 wystąpiła kilkakrotnie w Krakowie. Od roku 1857 przebywała w Nowym Orleanie, gdzie po raz pierwszy wykonała utwory Fryderyka Chopina. Podczas pobytu w Stanach Zjednoczonych 26 maja 1860 poślubiła konsula francuskiego hrabiego Eugène’a Augusta Méjana (1814–1874), lecz małżeństwo zakończyło się wkrótce rozwodem.
Po powrocie z Ameryki w roku 1861 zamieszkała w Brukseli, gdzie m.in. popularyzowała kompozycje swojego ojca, a następnie przeniosła się do Paryża. Tam nauczała gry na fortepianie w Institut Rudy (Académie Internationale de Musique et des Beaux-Arts) i dawała recitale chopinowskie. Ostatnie pewne informacje na jej temat pochodzą z 1893 roku. Być może w latach 1899–1903 była nauczycielem fortepianu w Abbeville. 
Z jej utworów fortepianowych prawdopodobnie zachował się jedynie zbiór kontredansów Le Diane z 1848 roku. 